# Vaars

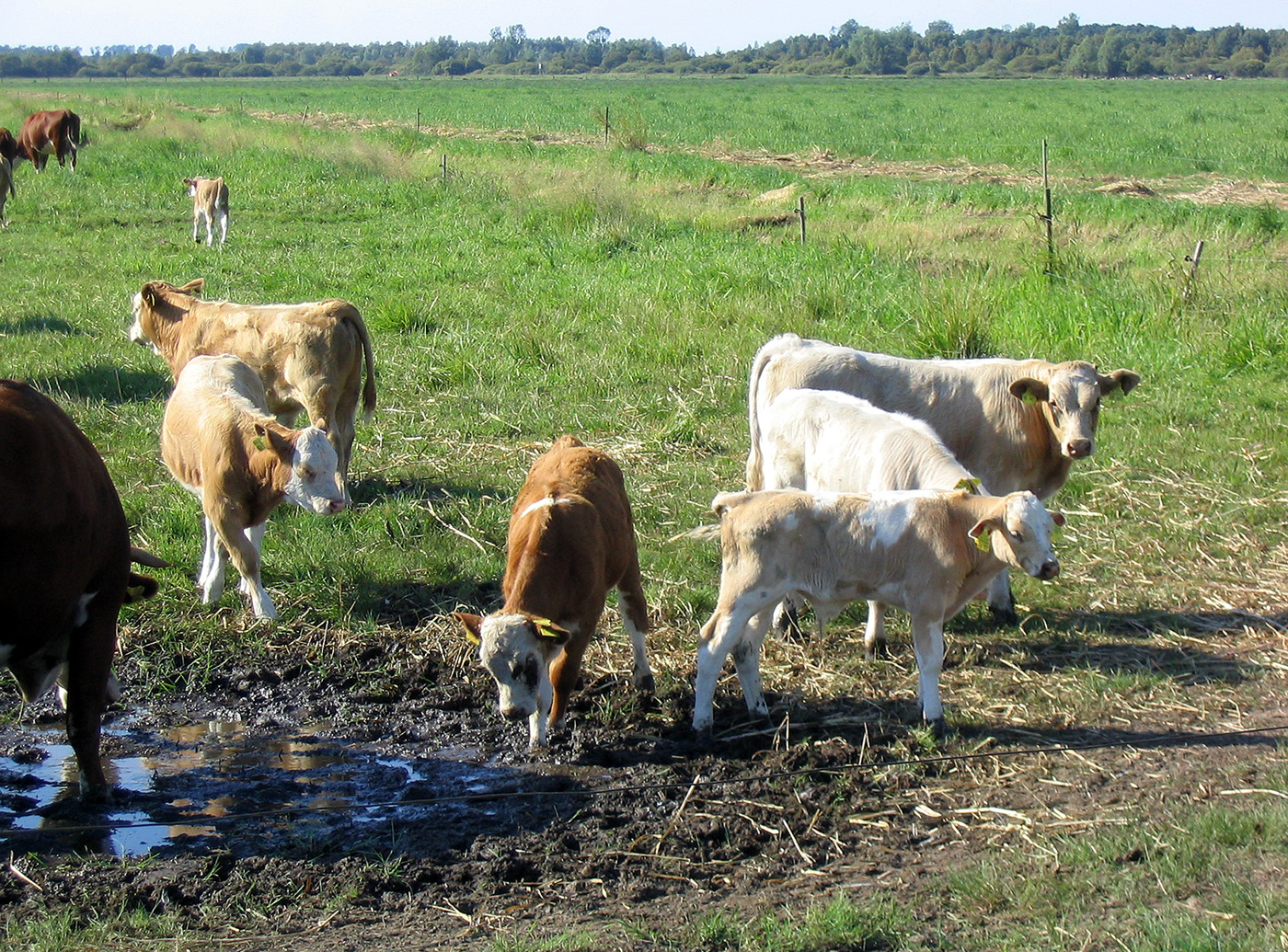
Kalveren en vaarzen

Een vaars is een jongvolwassen koe (vanaf 1,5 jaar) die gedekt is, maar nog geen tweede kalf heeft gekregen. Een vaars wordt ook wel een "eerste kalfskoe" genoemd. Regionaal zijn er verschillen in wanneer een rund precies als vaars wordt aangeduid. In Limburg wordt een jonge koe een rund genoemd.
Ongeveer 60 dagen nadat een koe een kalf heeft gekregen, kan de koe opnieuw gedekt of geïnsemineerd worden. 